# Saba (biljni rod)
Saba je maleni biljni rod iz porodice zimzelenovki kojemu pripadaju tri vrste raširene u subsaharskoj Africi, Madagaskaru i Komorima. Rod je klasificiran podtribusu Landolphiinae koji pripada tribusu Willughbeieae u potporodici Rauvolfioideae. 
Plodovi vrsta S. comorensis i S. senegalensis su jestivi. 

## Vrste
- Saba comorensis (Bojer ex A.DC.) Pichon, 1953
- Saba senegalensis (A.DC.) Pichon, 1953
- Saba thompsonii (A.Chev.) Pichon, 1953

## Galerija
- Cvijet
- Plod
- Plod